# Conector VGA
Um conector Video Graphics Array (VGA) é um conector DE-15 de 15 pinos com três linhas. O conector VGA de 15 pinos foi fornecido em muitas placas de vídeo, monitores de computador, laptops, projetores e aparelhos de televisão de alta definição. Em laptops ou outros dispositivos pequenos, às vezes era usada uma porta mini-VGA no lugar do conector VGA de tamanho normal.
Muitos dispositivos ainda incluem conectores VGA, embora o VGA geralmente coexista com o DVI, bem como com os conectores de interface HDMI e DisplayPort, estes sendo mais recentes e mais compactos.

## Design
Os conectores e cabos VGA transmitem sinais de vídeo componente analógicos RGB/HV (vermelho, verde, azul, sincronização horizontal, sincronização vertical) e dados VESA Display Data Channel (VESA DDC). Na versão original da pinagem DE-15, um pino foi chaveado ao conectar o orifício do conector fêmea; isso evitou que cabos não-VGA de 15 pinos fossem conectados a um soquete VGA. Quatro pinos carregavam bits de ID de Monitor, que raramente eram usados; o VESA DDC redefiniu alguns desses pinos e substituiu o pino chave por uma fonte de alimentação de +5 V CC. Os dispositivos que atendem ao padrão do sistema host DDC fornecem 5V ± 5% e fornecem um mínimo de 300 mA a um máximo de 1 A.
A interface VGA não foi projetada para ser hotpluggable (para que o usuário não possa conectar ou desconectar o dispositivo de saída enquanto o host estiver em execução), embora na prática isso possa ser feito e geralmente não cause danos ao hardware ou a outros problemas. No entanto, nada no projeto garante que os pinos de aterramento formem a primeira conexão ou a última desconexão, de modo que a conexão a quente pode introduzir surtos em linhas de sinal que podem ou não estar adequadamente protegidas contra danos. Além disso, dependendo do hardware e do software, a detecção do monitor às vezes não é confiável ao conectar uma conexão VGA à quente.